# 萨菲广场

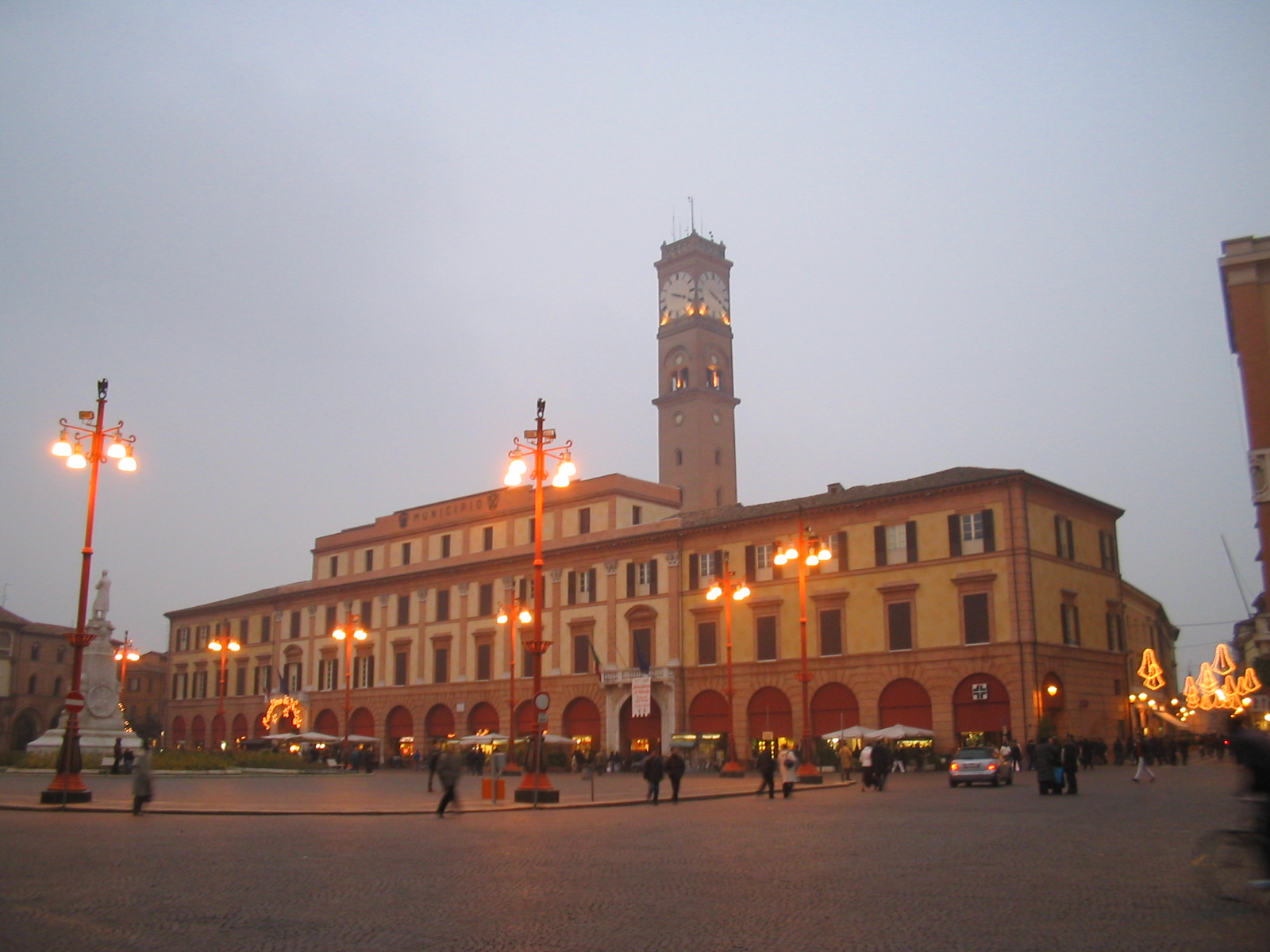

萨菲广场（Piazza Aurelio Saffi）位于意大利艾米利亚-罗马涅大区弗利城市的心脏，周围是该镇一些最杰出、最古老的建筑。广场为梯形，长约128（420英尺），宽约87（285英尺）。
广场中间矗立着意大利政治家奥雷利奥·萨菲的雕像，广场的南侧矗立着圣默丘里亚利斯修道院。修道院旁边是建于18世纪初的保鲁奇·德卡尔博利宫（Palazzo Paulucci de Calboli）。
广场的东侧是邮政宫（Palazzo delle Poste），建于1930年代初。
市政宫（palazzo comunale）占据广场的北侧。它的历史可追溯到1000年，现在是市政厅的所在地。
在西侧，迪亚兹大街（Corso Diaz）的拐角处， 矗立着执政官宫（Palazzo del Podestà），建于1460年，哥特式风格。在其右侧是阿尔贝蒂尼宫（Palazzo Albertini），一座优雅的15世纪建筑，威尼斯风格。